# 新伝馬町
新伝馬町（しんてんまち・しんでんまちょう）は宮城県仙台市にあった町丁。郵便番号は980。人口は422人、世帯数は88世帯（1965年10月1日現在）。丁目の設定のない単独町名であり、1970年（昭和45年）の住居表示実施により中央二丁目の一部となった。旧陸奥国宮城郡仙台城下日形町、仙台城下新伝馬町、仙台区新伝馬町。
現在の中央通りのクリスロード商店街付近に当たる。江戸時代の仙台城の城下町における町方二十四町のうちの1つであり、国分町、北目町、北材木町と共に伝馬役を担った。明治時代の仙台駅開業以降に駅前の繁華街として発展した。

## 地理
新伝馬町は仙台城の大手門から東へ向かう道沿いにあった町である。城側から大町、新伝馬町、名掛丁（名懸丁）という順序で町があった。現在この界隈はマーブルロードおおまち、クリスロード、ハピナ名掛丁という連続した商店街である。
仙台駅の西側では1970年（昭和45年）の住居表示の実施に関連して町名が付け替えられ、新伝馬町があった区画は中央二丁目になった。

クリスロードには七十七銀行の支店があり、現在でも新伝馬町支店を名乗っている。また、中央二丁目の街区に新伝馬町公園がある。

## 歴史

### 近世
新伝馬町はもともと日形町（ひがたまち）と呼ばれていた。日形町の東隣の町である名掛丁（名懸丁）が1609年（慶長14年）頃には成立していたらしいことから、日形町もこの頃には成立していた。あるいは、町方の序列で新伝馬町の次の南材木町が1635年（寛永12年）に取り立てとされることから、日形町の成立は遅くともこの年を下らないと考えられている。
仙台城の城下町で、当初、伝馬役を担った町は国分町と北目町だった。伝馬役の需要の増大の影響から、日形町（新伝馬町）と北材木町が後から伝馬役を担うようになったと推定されている。1669年（寛文9年）の城下絵図では日形町の名称が記されているが、1680年（延宝8年）頃の城下絵図では日形町の部分が新伝馬町と記されている。このことから、新伝馬町と北材木町は寛文の頃から延宝の頃にかけて伝馬役を担うようになり、それに伴って日形町が新伝馬町へ改称されたのだろうと考えられている。仙台藩の地誌『仙台鹿の子』や『封内風土記』によれば、新伝馬町には10頭の伝馬がおり、毎月26日から晦日にかけて伝馬役の勤めがあった。伝馬役の代償として90貫文の銭が藩から町に支給された。
新伝馬町は穀物を扱う町でもあり、立町、二日町、穀町と共に四穀町と称された。おそらくこれらの4町が穀物問屋仲間を形成していたと考えられている。

### 近現代
仙台の城下町における伝馬役は1870年（明治3年）に廃止された。1887年（明治20年）に鉄道が開通して仙台駅ができると、駅前から名掛丁、新伝馬町、大町にかけて繁華街が形成された。1945年（昭和20年）の仙台空襲においては、アメリカ軍は新伝馬町と東三番丁の交点を爆撃目標の中心と定め、新伝馬町は付近の町とともに最初に集中攻撃を受けて、一帯は焼野原と化した。新伝馬町が爆撃の中心点だったことを示す案内板と銘板がそれぞれ2020年（令和2年）と2021年（令和3年）にクリスロードに面する建物に設置され、公開されている。戦後の1949年（昭和24年）頃になると、バラック建てながら新伝馬町の街並みが戻りつつあり、そこに戦災前から商売を続けている人々に加えて新しく開業する人々もいて、町は活気づいた。1952年（昭和27年）頃の新伝馬町では繊維小売商が特に盛んだった。
1963年（昭和38年）になると新伝馬町商店街振興組合が結成され、翌1964年（昭和39年）から1965年（昭和40年）にかけて新伝馬町、大町、名掛丁の各アーケードが完成し、一帯が連続したアーケード街となった。新伝馬町商店街振興組合は1972年（昭和47年）に中央二丁目商店街振興組合へ、さらに新しいアーケードが竣工した1992年（平成4年）にクリスロード商店街振興組合へ改称した。クリスロードのクリス(CLIS)は、Creative Life In Shopping の頭文字によるもので、商店街を「生活創造ストリート クリスロード」と称している。

### 町名の変遷
町名の変遷は以下の通りとなる。
| 変更後 | 変更後             | 変更前の区域（各一部） | 変更前の区域（各一部） | 変更日                   |
| 自治体 | 町丁               | 自治体                 | 町丁                   | 変更日                   |
| ------ | ------------------ | ---------------------- | ---------------------- | ------------------------ |
| 仙台市 | 中央二丁目（新設） | 仙台市                 | 新伝馬町               | 1970年（昭和45年）2月1日 |
| 仙台市 | 中央二丁目（新設） | 仙台市                 | 名掛丁                 | 1970年（昭和45年）2月1日 |
| 仙台市 | 中央二丁目（新設） | 仙台市                 | 外記丁                 | 1970年（昭和45年）2月1日 |
| 仙台市 | 中央二丁目（新設） | 仙台市                 | 元寺小路               | 1970年（昭和45年）2月1日 |
| 仙台市 | 中央二丁目（新設） | 仙台市                 | 東二番丁               | 1970年（昭和45年）2月1日 |
| 仙台市 | 中央二丁目（新設） | 仙台市                 | 東三番丁               | 1970年（昭和45年）2月1日 |
| 仙台市 | 中央二丁目（新設） | 仙台市                 | 東四番丁               | 1970年（昭和45年）2月1日 |
| 仙台市 | 中央二丁目（新設） | 仙台市                 | 東五番丁               | 1970年（昭和45年）2月1日 |